# István Iglódi
Dans le nom hongrois Iglódi István, le nom de famille précède le prénom, mais cet article utilise l’ordre habituel en français István Iglódi, où le prénom précède le nom.
István Iglódi, né le 29 avril 1944 à Magyarbóly – mort le 3 décembre 2009 à Budapest, est un acteur hongrois.

## Filmographie partielle

### Cinéma
En tant qu’acteur
- 1965 : Patyolat akció (hu) de Tamás Fejér
- 1965 : A tizedes meg a többiekó (hu) de Márton Keleti
- 1966 : Aranysárkány (hu) de Dezső Kosztolányi
- 1967 : A koppányi aga testamentuma (hu) d’Éva Zsurzs
- 1968 : Les Murs (Falak) d'András Kovács
- 1968 : A Hamis Izabella (hu) d’Ágnes Fedor
- 1969 : A beszélő köntös (hu) (« Les murs ») de Tamás Fejér
- 1970 : N.N., a halál angyala (hu) (« Requiem à la hongroise ») de János Herskó
- 1971 : Trotta de Johannes Schaaf
- 1973 : Fotográfia (hu) de Pál Zolnay, proposé à l’Oscar du meilleur film international par la Hongrie
- 1988 : Titánia, Titánia, avagy a dublőrök éjszakája (hu) de Péter Bacsó
- 2004 : Világszám! (hu) de Róbert Koltai
- 2007 : Csendkút (hu) de Zsolt Pozsgai

### Téléfilms
En tant qu’acteur
- Hölgyfodrász (1966)
- A koppányi aga testamentuma (1967)
- Bors (1968)
- Az ember tragédiája (1969)
- Krisztina szerelmese (1969)
- Petőfi Mezőberényben (1969)
- A kolozsvári bíró (1971)
- A Montmartrei ibolya (1972)
- Napló – Radnóti Miklós (1975)
- Magellán (1977)
- Muslicák a liftben (1977)
- Január (1978)
- Görgey Gábor: Wiener Walzer (1979)
- Aki mer, az nyer (1979)
- Hínár (1981)
- Századunk (1981)
- Istenek és szerelmesek (1981)
- Nápolyi mulatságok (1982)
- Az út végén (1982)
- Mint oldott kéve 1-6. (1983)
- Szép história (1985)
- Nóra (1986)
- Hajnali párbeszéd (1986)
- Szarkofág (1987)
- Drága jótevőnk (1988)
- Barbárok (1989)
- Vadkacsavadászat (1989)
- Síremlék (1990)
- Lement a hold (1992)
- Privát kopó (1992)
- Feltámadás Makucskán (1995)